# Brian Bolland
 (mai 2014).
Pour les articles homonymes, voir Bolland (homonymie).
Brian Bolland  est un illustrateur, dessinateur et scénariste de comics britannique. Il est particulièrement connu comme l'un des artistes les plus marquants de Judge Dredd pour la revue britannique  2000 AD.

## Biographie
Bolland est né le 26 mars 1951 dans le Lincolnshire et commence à dessiner des comics à l’âge de dix ans. Enfant, sa principale inspiration sont les titres publiés par Dell Comics et Bolland déclare lors d’interview qu’il n’a jamais été totalement à l’aise avec le style des super-héros de Marvel Comics et DC Comics.
Tandis qu’il est à l’école d’art, Bolland dessine et auto-publie quelques fanzines et envoie des travaux à des magazines underground. En 1972, il rencontre Dave Gibbons qui lui fournit son premier travail régulier : Powerman, un super-héros africain publié au Nigéria. C'est Gibbons qui présente Bolland à 2000 AD, tout d’abord pour encrer quelques-uns des de ses dessins , puis pour réaliser des couvertures et des pages isolées. Quand un autre artiste quitte la société, Bolland est appelé sur une histoire complète de Judge Dredd dans le numéro 41 et devient bientôt l’artiste régulier de la série. Les premiers travaux de Bolland sur Dredd sont très influencés par Mike McMahon — qui était considéré comme l’artiste senior de la bande dessinée et pouvait redessiner des personnages ou des cases s’ils ne lui convenaient pas. Cependant, les capacités personnelles de Bolland à restituer de subtiles expressions faciales, des éclairages dramatiques et à mettre en scène des compositions de page dynamiques commencent vite à émerger. Les plus mémorables contributions de Bolland incluent l'introduction de Judge Death et Judge Anderson. Dans l'intervalle de ses Judge Dredd, Bolland dessine des bandes dessinées d’horreur pour l’anthologie House of Hammer et des histoires pour Doctor Who Weekly.
Len Wein l'amène sur le marché américain comme dessinateur de la maxi-série en 12 épisodes Camelot 3000 de DC, avec Mike Barr (racontant le retour du Roi Arthur pour sauver l'Angleterre d'une invasion extra-terrestre en l'an 3000) et sur le roman graphique Batman: The Killing Joke, écrit par Alan Moore.

## Travaux

### The Killing Joke
The Killing Joke, publié en 1988, raconte une origine possible (et partiellement validée dans les histoires actuelles) du Joker, qui aurait été un comique raté. L'histoire explore aussi la relation entre Batman, le commissaire James Gordon et la fille de Gordon, Barbara (anciennement Batgirl, devenue le génie technologique Oracle). L'élément le plus important est la dichotomie Joker/Batman et la façon dont chacun d'eux se trouve entre folie et santé mentale ; la fin est devenue l'objet de spéculations entre fans, certains suggérant que Batman y assassine le Joker.

### Couvertures
Bolland est également très connu comme créateur de couvertures et il en a réalisé — correspondant souvent à des sagas ou au passage de certains auteurs — pour quelques-uns des comics les plus marquants. Il travaille par exemple sur la totalité des volumes 2 et 3 de  The Invisibles de Grant Morrison, une longue période d’Animal Man (couvrant les épisodes de Morrison, Peter Milligan, Tom Veitch et Jamie Delano) et des épisodes de  Tank Girl, The Flash, Superman, Green Lantern, Wonder Woman, Batman (spécialement Batman: Gotham Knights) et beaucoup d’autres.
Il a également réalisé la couverture du livre-jeu Rendez-vous avec la MORT de Steve Jackson, de la série Défis fantastiques. Exceptionnellement, le scénario de ce livre est délibérément inspiré de l'univers des comics de super-héros.

### Autres
Il est aussi connu pour utiliser l'imagerie bondage dans certains de ses travaux, en particulier les comics destinés aux adultes[réf. nécessaire]. Par ailleurs, Bolland est le dessinateur de l'ouvrage humoristique Mr. Mamoulian, publié dans plusieurs numéros de l'anthologie Negative Burn de Caliber Comics.

## Prix et distinctions
- 1982 : Prix Inkpot
- 1985 :  Prix Haxtur de la meilleure histoire longue (avec Mike W. Barr) et du meilleur dessin pour Camelot 3000
- 1989 : 
  - Prix Eisner du meilleur album (avec Alan Moore) et du meilleur dessinateur complet (artist) pour Batman: The Killing Joke
  - Prix Harvey de la meilleure histoire, du meilleur album (tous deux avec Alan Moore) du meilleur dessinateur pour Batman: The Killing Joke
  -  Prix Haxtur du meilleur dessin et du finaliste ayant reçu le plus de votes pour Batman: The Killing Joke
  -  Prix Sproing de la meilleure bande dessinée étrangère pour Batman: The Killing Joke (avec Alan Moore)
- 1990 :  Prix Haxtur de la meilleure couverture et du finaliste ayant reçu le plus de votes pour Las mejoras historias del Joker
- 1992 : Prix Eisner du meilleur artiste de couverture pour Animal Man
- 1993 : Prix Eisner du meilleur artiste de couverture pour Animal Man et Wonder Woman
- 1994 : Prix Eisner du meilleur artiste de couverture pour Animal Man et Wonder Woman
- 1999 : Prix Eisner du meilleur artiste de couverture pour The Invisibles
- 2001 : Prix Eisner du meilleur artiste de couverture pour Batman: Gotham Knights, The Flash  et The Invisibles
- 2023 : inscrit au temple de la renommée Will Eisner, pour l'ensemble de son œuvre[1]